# Motorola MicroTAC
El Motorola MicroTAC, també conegut com a MicroTac, Micro-Tac, MicroT.A.C, MicroTec o simplement, Microtac, va ser un telèfon mòbil fabricat inicialment com un telèfon analògic el 1989 als Estats Units. Els telèfons compatibles amb GSM i TDMA amb Mode Dual es van introduir el 1994.
El MicroTAC va presentar un disseny innovador, on el micròfon es doblegava sobre el teclat. Aquest va establir un estàndard i es va convertir en el model dels telèfons d'aquella època. El seu predecessor fou el Motorola DynaTAC i va ser succeït pel Motorola StarTAC. TAC era una d'abreviatura de Total Area Coverage en els tres models.

## Models

### MicroTAC 9800X

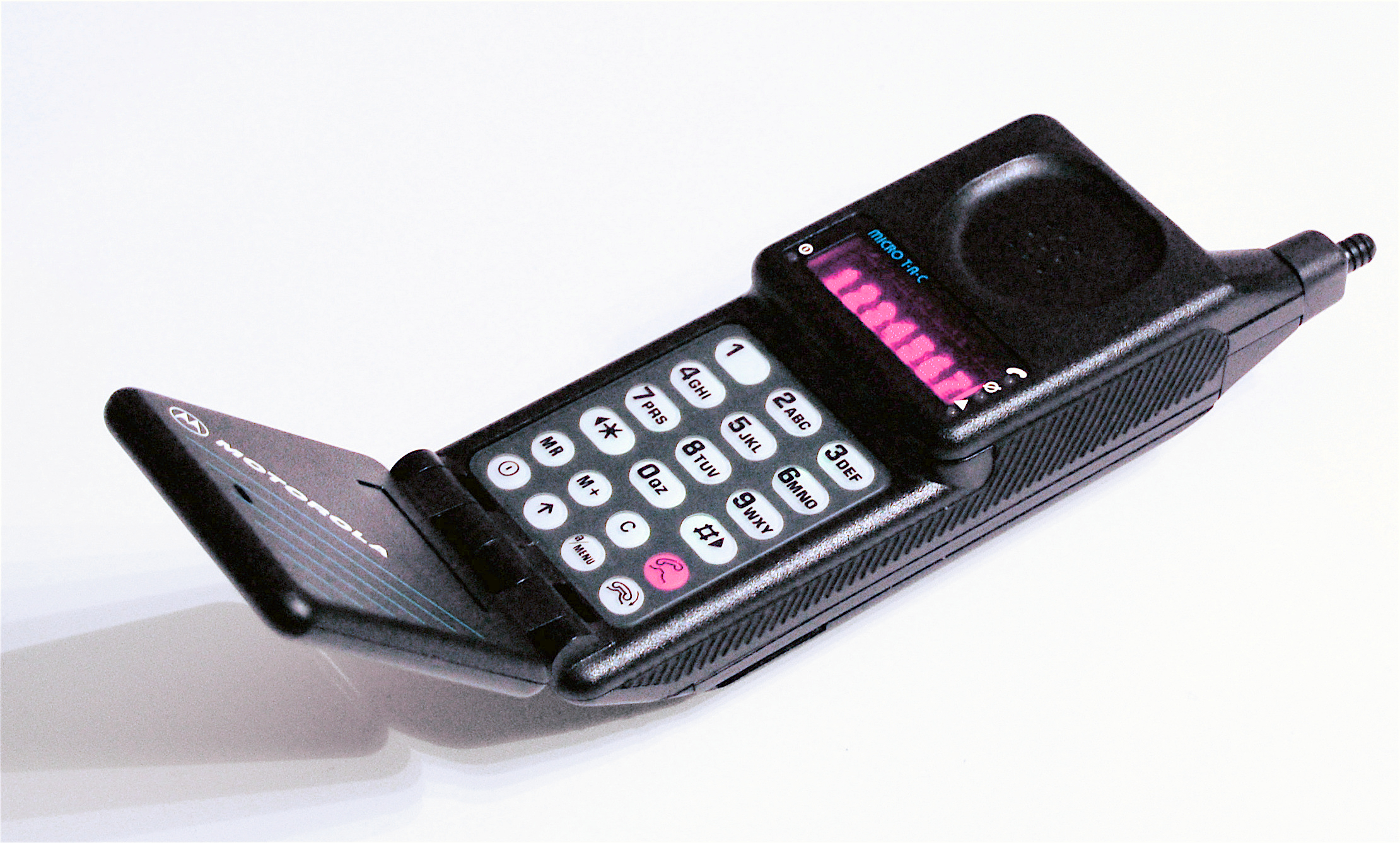
MicroTAC 9800x - 1989 - ETACS estàndard.

El telèfon MicroTAC 9800x des de 1989 va ser l'estàndard ETACS. El MicroTAC, llançat per Motorola el 25 d'abril de 1989, era el telèfon més petit i lleuger disponible en aquell moment. Després del seu llançament, va omplir titulars a tot el món.  El telèfon es va llançar com el "telèfon cel·lular de butxaca MicroTAC". Els primers MicroTAC es coneixien com a Motorola 9800X,que a continuació va ser seguit pel títol numèric que Motorola donava als seus telèfons en els anys vuitanta. El MicroTAC va ser dissenyat per a la butxaca de la camisa. Aquests telèfons molt rars contenen una carcassa de plàstic negre i una pantalla de 8 caràcters amb matriu LED de punts de color vermell, que mostrava més informació que la pantalla del seu predecessor, el Motorola DynaTAC 8000X . Tanmateix, les pantalles matricials de l'època encara estaven bastant limitades pels estàndards del moment. L'interior de la tirada va tenir el logotip de "Motorola" en diagonal, sobre línies diagonals blaves i primes. La insígnia de la part basculant tenia un logo metàl·lic en relleu de Motorola i "Micro TAC" en petites lletres blaves més amunt de la pantalla.
Els MicroTACs 9800X de la primera generació eren els únics telèfons per tenir el micròfon i el timbre a la part basculant enfront de la boca. Aquests components es van traslladar al cos principal del telèfon en tots els altres models, deixa un deflector de plàstic a la part basculant.

### Internacional GSM i Micro DIGITAL

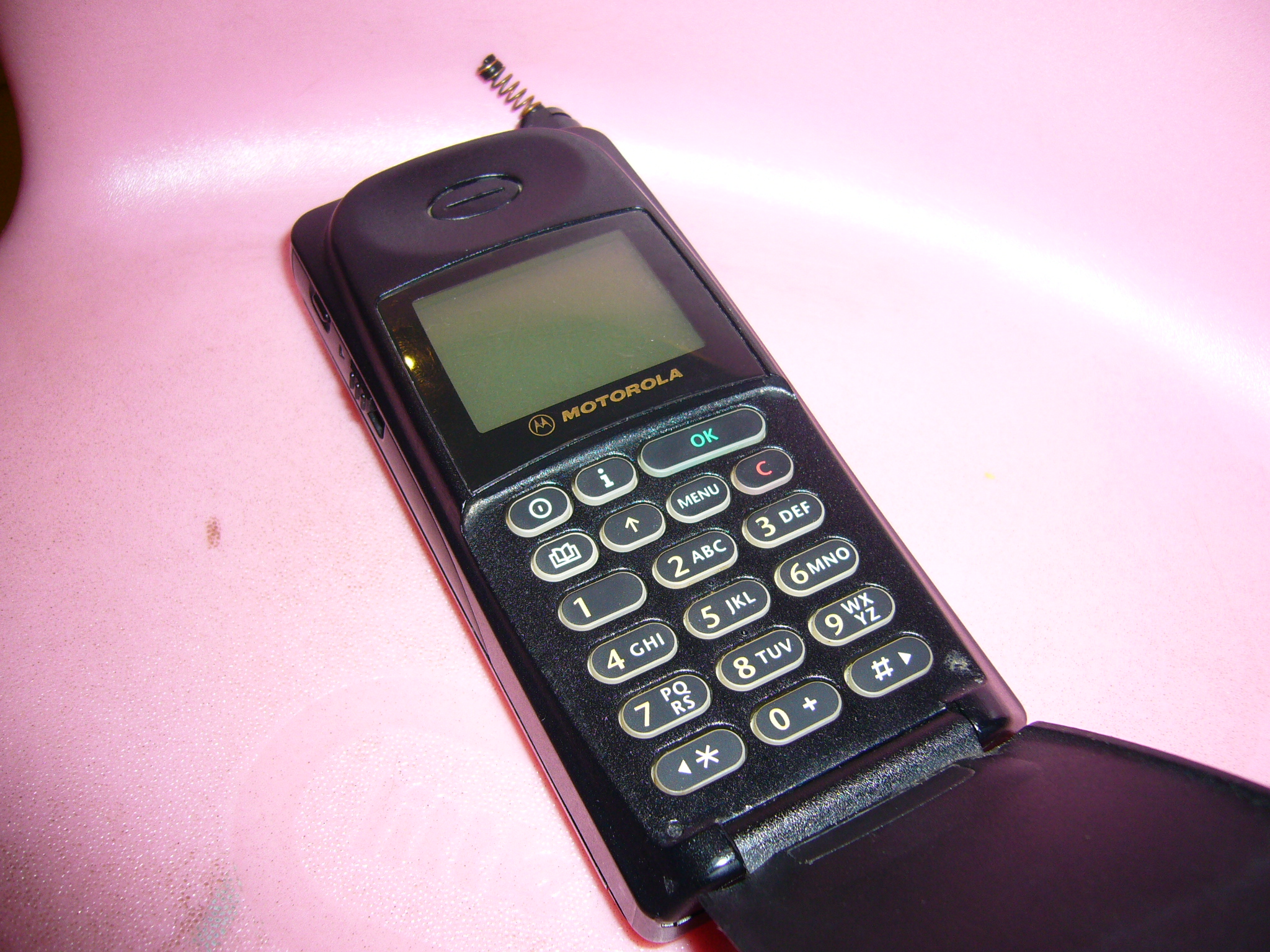
1994: MicroTAC International 8700

Es van seguir més models digitals el 1994, principalment al Regne Unit, com el MicroTAC International 5200, el MicroTAC International 8200 i el MicroTAC International Dual Band 8900, que operaven a la xarxa GSM . Un altre mòbil, el model International 8700 va ser equipat com un telèfon extraïble als primers Jaguar XK8 i Jaguar XKR esportius de luxe i convertibles fins a finals de 1998. Diversos models digitals es van produir als EUA. Un era el model Micro DIGITAL de curta durada que funcionava a les xarxes AMPS i TDMA, i era similar en aparença al model Alpha. El MicroTAC Lite, introduit l'agost del 1991, també estava disponible per a la xarxa TDMA. L'altra era el MicroTAC Select 6000e, que usava targetes SIM per a la xarxa GSM nord-americana. Els models Select tenien LCDs de gran format retroiluminats, similars als que es troben en el MicroTAC 3000e i l'A725, que funcionaven a les xarxes CDMA .
L'èxit del telèfon analògic microTAC va encegar Motorola que no va tenir en compte l'estàndard GSM emergent. Això va permetre a Nokia aconseguir un avantatge competitiu amb el Nokia 1011 que va sortir el 1992, dos anys per davant de la versió GSM del MicroTAC, deixant només el " Motorola 3200 " en el mercat GSM per poder competir amb el Nokia 1011. Molts analistes de la indústria consideren això com el punt d'inflexió en un paisatge mòbil industrial que Motorola havia controlat històricament 

### MicroTAC 650/650E

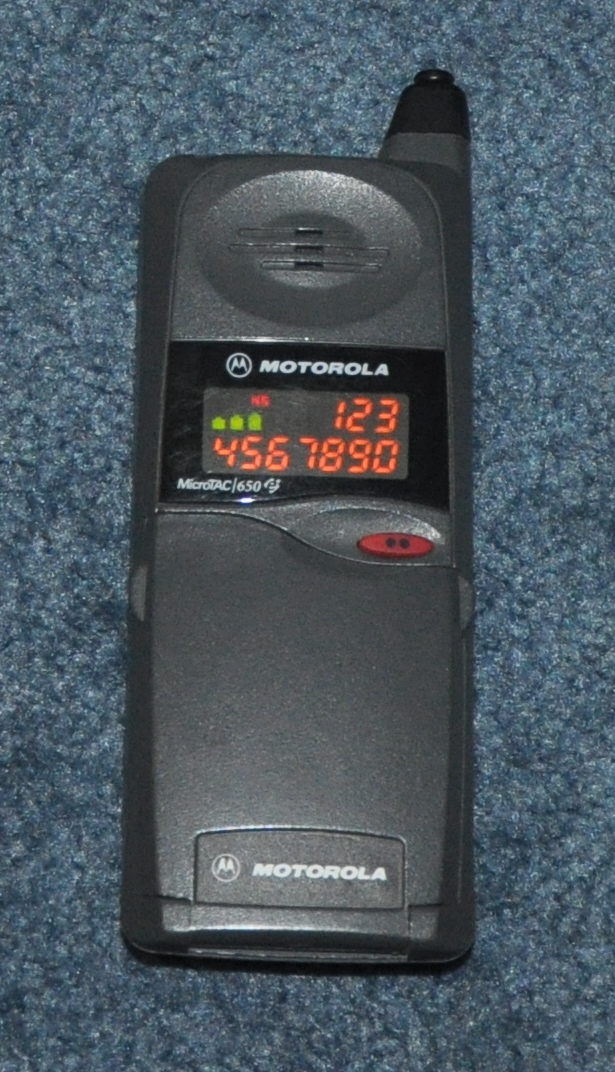
MicroTAC 650e

El 1996, es va llançar el diminut Motorola StarTAC , que va proporcionar una feroç competència al MicroTAC. El telèfon va rebre un re-disseny el 1996, amb un cos més arrodonit i un flip-lid més prim, afegint dues tecles de memòria al telèfon. Els model de base eren conegut com el DPC 650, que mantenia la pantalla de 550. Un model més car, el MicroTAC DPC 650E va rebre la pantalla LED de 10 caràcters del model StarTAC 3000 amb bateria i l'indicador de senyal separats. Pesava 7.8 unces (220 g). Igual que el StarTAC, el MicroTAC 650E ("E" de funcions avançades) va rebre algunes actualitzacions de funcions, com ara tons de trucada seleccionables, però perdent la llista telefònica alfa-numèrica. El 650E estava disponible en gris o negre. El 650E va ser un dels models més venuts als EUA, juntament amb l'Elite i el DPC 550.

### CipherTAC
El CipherTAC era un spin-off de la sèrie MicroTAC. Oferia una comunicació xifrada i va ser dissenyada per al Secretari d'Estat i altres funcionaris.No estava disponible al garn públic. Actualment, el destí d'aquestes unitats és desconegut.

### Final de producció
El MicroTAC es va fabricar fins al 1998, quan les vendes van disminuir amb la creixent popularitat del StarTac. El telèfon encara era relativament habitual a principis del 2000. No obstant això, a causa de la seva grandària i pes, molts propietaris del telèfon van canviar a models més petits com el StarTAC.

## Llista de models
1989

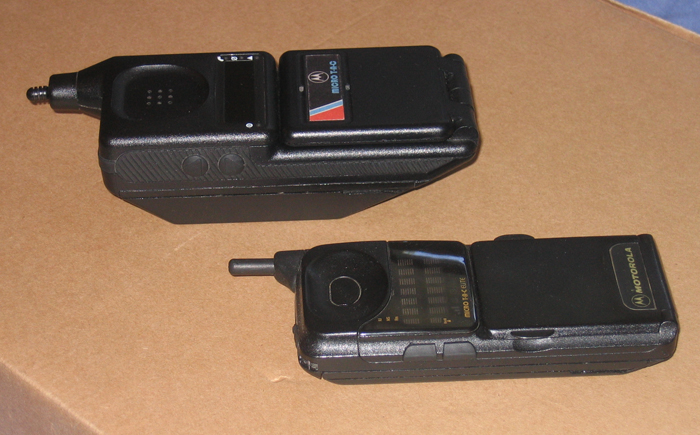
El 9800X original amb una bateria Talk-Pak era molt més gran i més de dues vegades més pesat que el posterior model Vite Elite.

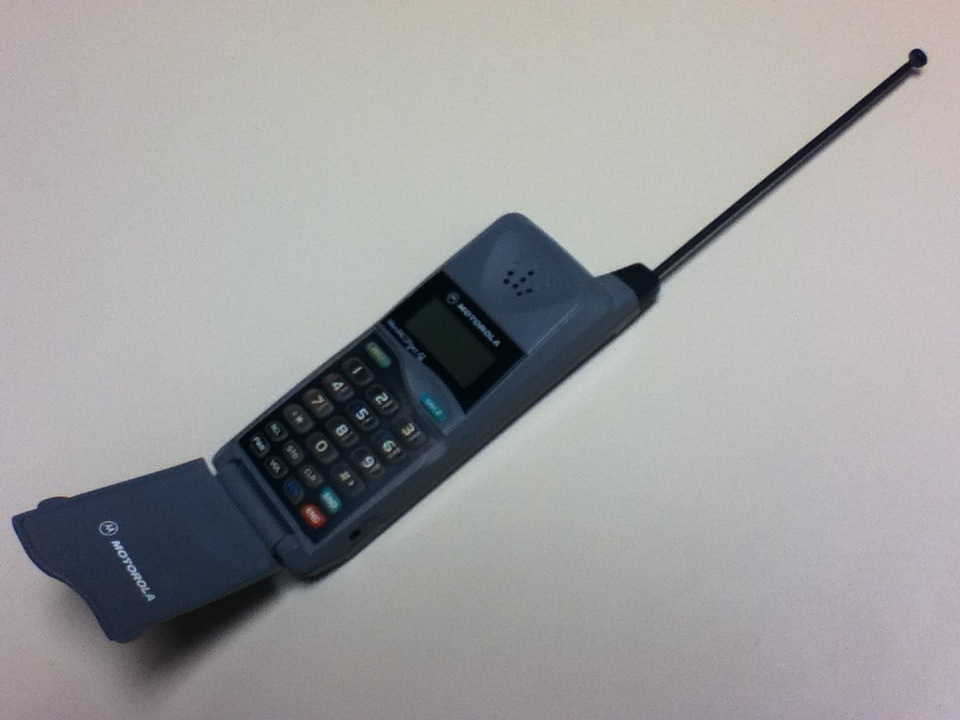
MicroTAC Piper introduït el 1995.

- MicroTAC 9800X (AMPS/ETACS/NMT/JTAC)
- Digital Personal Communicator (AMPS/ETACS)

1990

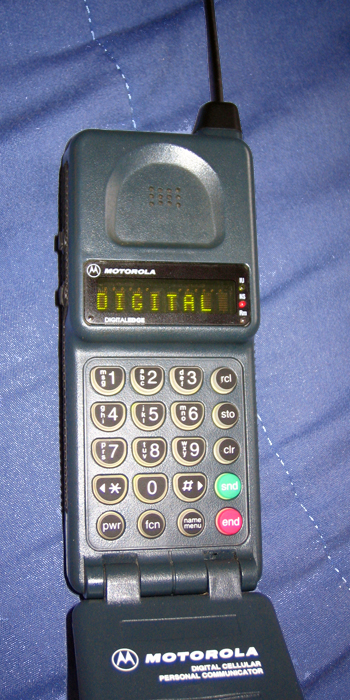
Model Micro-Digital de 1994 utilitzat a les xarxes AMPS i TDMA.

- MicroTAC 9800X S.I.P. (ETACS/RTMS-450)
- MicroTAC 950 (AMPS)

1991

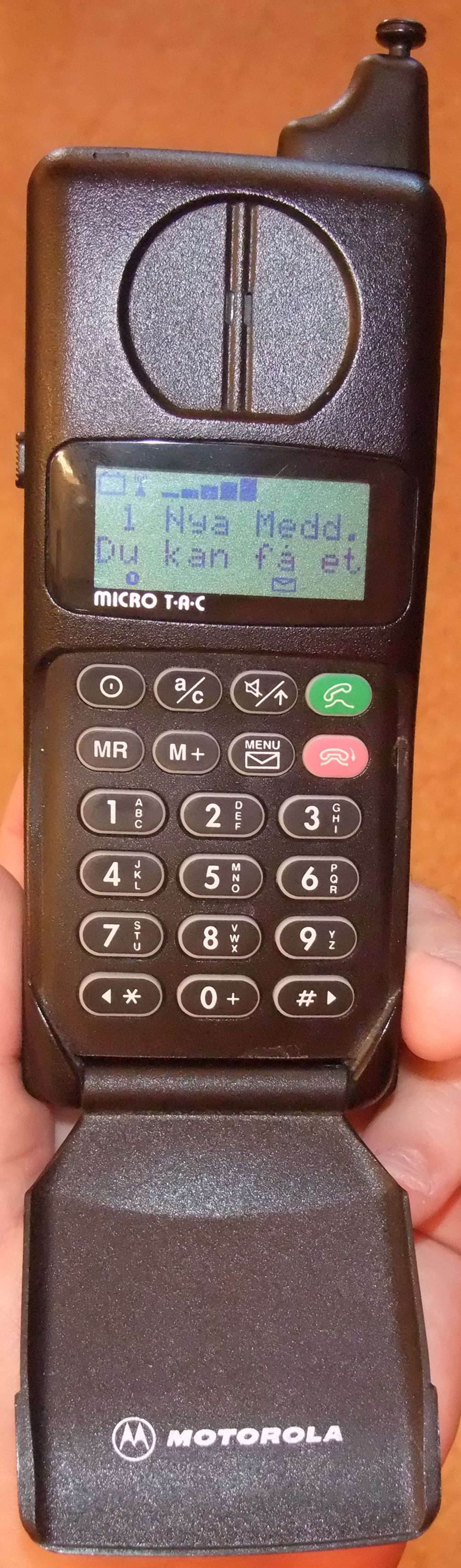
MicroTAC 5200 International

- MicroTAC Classic (ETACS/NMT/GSM 900)
- MicroTAC Lite (AMPS)[5]
- MicroTAC Lite VIP (AMPS)
- MicroTAC II (ETACS)[7]

1992
- MicroTAC II Platinum (ETACS)
- MicroTAC Alpha (AMPS)
- MicroTAC Alpha VIP (AMPS)
- MicroTAC Ultra-Lite (AMPS)
- MicroTAC Ultra-Lite VIP (AMPS)

1993
- MicroTAC Lite XL (AMPS)
- MicroTAC Pro (ETACS)

1994
- Micro DIGITAL (TDMA/AMPS)
- Micro Digital Lite (TDMA/AMPS)
- MicroTAC Elite (NAMPS)[6]
- MicroTAC Elite VIP (NAMPS)
- MicroTAC Digital Elite (TDMA/NAMPS)
- MicroTAC International 5080 (GSM 900)
- MicroTAC International 5200 (GSM 900)
- MicroTAC International 7200 (GSM 900)

1995
- MicroTAC Piper (AMPS)
- DPC 550 (AMPS)
- DPC 650 (AMPS)
- MicroTAC 650 E (AMPS)
- MicroTAC International 7500 (GSM 900)
- MicroTAC International 8200 (GSM 900)

1996
- MicroTAC International 8400 (GSM 900)
- MicroTAC International 8700 (GSM 900)

1997
- MicroTAC Select 3000e (GSM 1900)
- MicroTAC Select 6000e (GSM 1900)
- MicroTAC 725 (CDMA)
- MicroTAC International 8900 (GSM 900/1800)

1998
- MicroTAC 8200 (AMPS)